# 5665 Begemann
5665 Begemann este un asteroid din centura principală de asteroizi.

## Descriere
5665 Begemann este un asteroid din centura principală de asteroizi. A fost descoperit pe 30 ianuarie 1982 la Observatorul Palomar de Schelte J. Bus. Asteroidul prezintă o orbită caracterizată de o semiaxă mare de 2,24 ua, o excentricitate de 0,09 și o înclinație de 5,2° în raport cu ecliptica.